# 科赖
科赖（法語：Coray，法語發音：[kɔʁɛ]）是法国菲尼斯泰尔省的一个市镇，位于该省南部偏东，属于沙托兰区。

## 地理
科赖（48°3'40"N, 3°49'47"W）面积31.36 平方千米，位于法国布列塔尼大區菲尼斯泰尔省，该省份为法国最西部的省份，位于布列塔尼半岛西部，北西南三面环大西洋，东临阿摩尔滨海省和莫尔比昂省。
与科赖接壤的市镇（或旧市镇、城区）包括：埃利扬、朗戈朗、拉兹、勒昂、图尔克、特雷古雷。

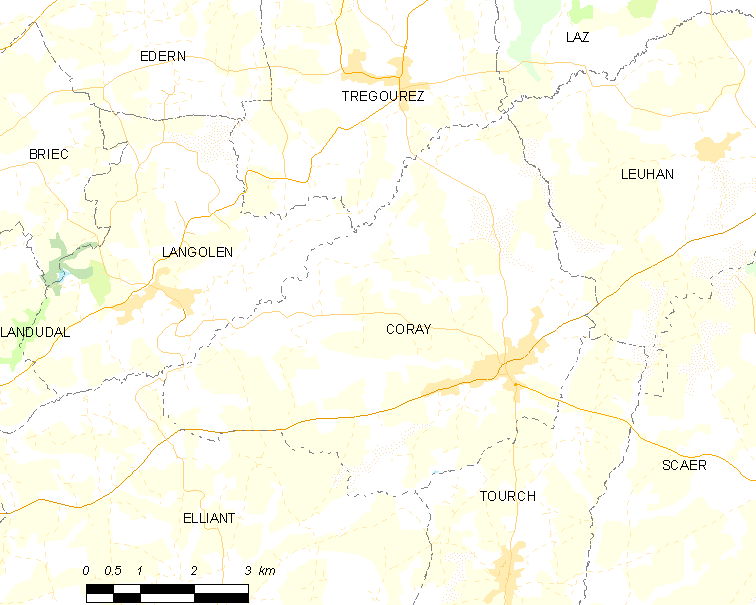
科赖的OSM定位图

科赖的时区为UTC+01:00、UTC+02:00（夏令时）。

## 行政
科赖的邮政编码为29370，INSEE市镇编码为29041。

## 政治
科赖所属的省级选区为布列克县。

## 人口

1962-2008年间科赖人口变化图示

科赖于2022年1月1日时的人口数量为1869人。